# Birmingham Zoo
Birmingham Zoo is een dierentuin in Birmingham (Alabama) in de Verenigde Staten. De dierentuin werd geopend in 1955 en is lid van de Association of Zoos and Aquariums (als enige in Alabama). 

## Geschiedenis

### Begintijd
Birmingham Zoo begon als kleine menagerie van exotische dieren die gehouden werden in een brandweerkazerne in Southside. Naarmate de collectie groeide, werd deze eerst verplaatst naar Magnolia Park en later naar Avondale Park. Op dat moment bestond de collectie vooral uit niet-exotische dieren, met uitzondering van Miss Fancy, een eenzame olifant die was geschonken door de Birmingham Advertising Club, die de olifant als reclame had gekocht van een in moeilijkheden verkerend circus dat in de stad was gestrand.
Toen de collectie verder groeide, namen de stadsbestuurders contact op met het landschapsarchitectenbureau Olmsted Brothers, dat plannen had gemaakt voor een systeem van parken in Birmingham, oor advies over het huisvesten van een zoölogische collectie. Ze werden in contact gebracht met de weinige gemeentelijke dierentuinen die in die periode bestonden en er werden plannen gemaakt voor een nieuw permanent onderkomen voor de groeiende attractie.

### Lane Park
Onder leiding van burgemeester A.O. Lane kocht Birmingham tussen 1889 en 1896 land ten zuiden van Red Mountain. De voormalige Red Mountain Cemetery maakte deel uit van het perceel dat in 1934 werd ingewijd als stadspark. De Works Progress Administration bouwde een viskwekerij en een aantal paviljoens van zandsteen dat gedolven werd uit de berg binnen de parkgrenzen. De kwekerij werd gevoed door een natuurlijke bron en leverde vis voor de recreatiemeren in de regio totdat de dierentuin het park overnam.
Na de Tweede Wereldoorlog kwam de eerste steun vanuit de Birmingham Junior Chamber of Commerce. In 1946 was Elton B. Stephens voorzitter van een Jayceescomité om een nieuwe dierentuin voor Birmingham te creëren. In 1949 startte de toenmalige burgemeester van Birmingham, James R. Morgan, een belangrijke voorstander, een initiatief om te helpen bij de planning en ontwikkeling van een stadsdierentuin.
Ook werd een dierentuincommissie opgericht en deze besloot de dierentuin te bouwen op 20 ha land ten zuiden van Red Mountain met een budget van $250.000. Een veel groter stuk land dat het dierentuinperceel omvatte werd opgenomen in de stad Birmingham en kreeg de naam Lane Park, de thuisbasis van zowel de dierentuin als de aangrenzende botanische tuinen.
Het budget zou worden besteed aan de bouw van zes verblijven bij de opening van de dierentuin, waaronder een apeneiland, een olifantenhuis, een berengracht, een vogelhuis, een slangenkuil en een zeehondenbassin. Het geld werd bijeengebracht door middel van particuliere donaties, lidmaatschappen en donaties in natura van een brede basis van supporters uit de gemeenschap en het bedrijfsleven.

### Jimmy Morgan Zoo
De dierentuin, ooit bekend als de Jimmy Morgan Zoo, opende zijn deuren met het apeneiland als eerste officiële tentoonstelling op 2 april 1955. De Jimmy Morgan Zoo was een quasi-private onderneming totdat de stad Birmingham in november 1955 besloot de verantwoordelijkheid over te nemen. In 1960 werd Bob Truett, zoöloog aan de Lincoln Park Zoo in Chicago, aangenomen als de eerste echte directeur van de dierentuin. Truett diende een verzoekschrift in bij de stad en veranderde de naam in Birmingham Zoo. De stad stelde een jaarlijks budget vast van 663.000 dollar voor het eerste jaar onder stadsbeheer.
Aan het begin van de jaren 1960 werd de Alabama Zoological Society opgericht als een non-profit steungroep om fondsen te werven ter aanvulling van de escalerende operationele behoeften, aangezien de financiering voor de dierentuin ontoereikend was om deze te onderhouden en te laten functioneren volgens aanvaardbare professionele normen. Er werd een reeks masterplannen ontwikkeld, maar deze werden nooit uitgevoerd vanwege een gebrek aan financiering in de jaren 1970 en 1980. De behoefte aan aanzienlijke verbeteringen werd steeds duidelijker in de jaren 1990.
Truett speelde een belangrijke rol bij het opstarten van de Zoological Society door een masterplan te creëren en te starten met de uitvoering. Hij was 30 jaar lang de directeur tot hij in 1991 met pensioen ging. Onder zijn leiding groeide de dierentuin van een aantal verblijven rondom een apeneiland tot een volwaardige, volledig geaccrediteerde dierentuin van wereldklasse.
De vele financiële eisen aan de stad die voorrang kregen, leidden ertoe dat de dierentuin zijn accreditatie van de Association of Zoos and Aquariums eind jaren '90 verloor door bezorgdheid over de verouderende faciliteiten en onzekerheid over de voortzetting van de financiering.
In 1999 werkten leden van de Alabama Zoological Society samen met de burgemeester van Birmingham, Richard Arrington Jr. en andere politieke leiders aan het opzetten van een publiek-private samenwerking om de dierentuin te exploiteren. De eerste raad van bestuur van de nieuwe organisatie, Birmingham Zoo, Inc. (BZI), bestond uit sterke leiders uit de gemeenschap. De nieuwe organisatie stelde een overgangsfinancieringspakket samen met bijdragen van vier overheidsinstanties om BZI de eerste vijf jaar te ondersteunen.

### 21e eeuw
Birmingham Zoo, Inc. begon een intensieve 18 maanden durende periode om de meest dringende problemen aan te pakken, zodat de dierentuin opnieuw kon worden geaccrediteerd door de AZA, waardoor de dierentuin in de top 10% dierentuinen van de Verenigde Staten. De dierentuin kreeg ook de 501 (c)(3) status van de IRS en de eerste grote kapitaalcampagne werd gelanceerd in januari 2001.
William R. Foster werd de Chief Executive Officer in januari 2004. Hij was een dierenarts, een toonaangevende autoriteit op het gebied van dierentuinmanagement op nationaal niveau, de voormalig voorzitter van de AZA en de voormalig directeur van de Louisville Zoo. Hij werd op 1 juli 2018 opgevolgd door Chris Pfefferkorn die 25 jaar zoölogische ervaring had. 
Sinds de privatisering heeft de dierentuin van Birmingham rondreizende verblijven van vleermuizen, koala's en zwartvoetpinguïns gehad, een permanent komodovaraanverblijf en een lorivolière toegevoegd en de AZA-erkenning herwonnen. De dierentuin voltooide de Junior League of Birmingham - Hugh Kaul Children's Zoo, een 15 miljoen dollar kostend gebied gewijd aan kinderen en gewijd aan stedelijke, landelijke en wilde dieren en de omgeving van Alabama in april 2005, de 50e verjaardag van de dierentuin.
In 2004 werd de oudere westelijke laaglandgorilla van de dierentuin, Babec, de eerste gorilla die een pacemaker kreeg geïmplanteerd vanwege een vergevorderde hartziekte. 
In 2011 opende de dierentuin het nieuwe gebied Trails of Africa met als doel een mannelijke kudde Afrikaanse olifanten te huisvesten en om een nationale leider te worden in het verzorgen en fokken van olifanten. De kudde bestond onder andere uit Bulwagi van Disney's Animal Kingdom, Callee van de Pittsburgh Zoo en Ajani van de Indianapolis Zoo. Een vierde olifantenstier genaamd Tamani arriveerde in april 2012 vanuit Lowry Park Zoo in Tampa om de kudde compleet te maken. De Kiwanis Giraffe Encounter werd op dat moment geopend voor het publiek. Vier maanden later werden de twee mannelijke Afrikaanse leeuwen, Baron en Vulcan, naar de Montgomery Zoo gestuurd voor een aanbeveling van het Species Survival Plan van de Association of Zoos and Aquariums. Eind oktober 2012 arriveerde een zuidelijke witte neushoorn genaamd Max uit de Brevard Zoo om deel te nemen aan een fokprogramma met de twee vrouwelijke zuidelijke witte neushoorns van de dierentuin, Laptop en haar dochter Ajabu.
De dierentuin opende van maart tot september 2013 een tijdelijk verblijf met vijftien animatronische dinosaurussen, bekend als Dino Discovery. In maart 2014 werden twee vrouwelijke Amerikaanse zwarte berenwelpen aan de dierentuin toegevoegd. Ze werden gestuurd vanuit Big Sky (Montana). De dierentuin introduceerde een jaar later een verblijf met deze twee zwarte beren, bekend als de Barbara Ingalls Shook Black Bear Trail.
Eind februari 2015 werd Cenzoo, de westelijke laaglandgorilla, overgebracht naar Riverbanks Zoo om te fokken met drie vrouwelijke gorilla's. De Afrikaanse olifant Tamani werd acht maanden later naar Kansas City Zoo in Missouri gestuurd om te fokken met zes vrouwelijke olifanten. In maart 2017 introduceerde de dierentuin een drie jaar oude mannelijke jaguar genaamd Khan. Hij kwam van Jacksonville Zoo and Gardens.
De Afrikaanse olifant Ajani werd in mei 2018 naar Wichita's Sedgwick County Zoo gestuurd om te fokken met zes vrouwelijke olifanten. Een jaar later werd Callee, de Afrikaanse olifant, overgeplaatst naar Henry Doorly Zoo and Aquarium om te fokken met de vijf vrouwelijke olifanten. Bulwagi bleef de enige Afrikaanse olifant in de dierentuin totdat twee jonge mannelijke Afrikaanse olifanten genaamd Ingadze en Lutsandvo arriveerden uit San Diego Zoo Safari Park. Na de dood van Kwanzaa de leeuw arriveerde in april 2022 een jonge volwassen leeuw genaamd Josh uit de San Antonio Zoo. In juni 2022 arriveerde een vijf jaar oude oostelijke zwarte neushoorn genaamd Moyo met succes uit de Saint Louis Zoo. Rond diezelfde tijd, in de zomer van 2022, arriveerde een vijf jaar oude vrouwelijke oostelijke zwarte neushoorn genaamd Kesi uit de Pittsburgh Zoo & Aquarium om Moyo's potentiële partner te worden. Helaas kreeg Moyo een ernstige gebitsprocedure op 26 januari 2024. De dierenverzorgers euthanaseerden hem daarna.

## Verblijven

### Hoofddeel van het park
- Zeeleeuwen: Californische zeeleeuw
- Southern Bayou: Amerikaanse alligator
- Flamingo Lagoon: rode flamingo, zwarthalszwaan
- Lorikeet Interactive Feeding and Observation Aviary: Lori van de Blauwe Bergen, regenbooglori
- Roofdierenhuis: Afrikaanse leeuw, coyote, fennek, manoel, Prevosts klapperrat, rode panda, woestijnkat, zwartvoetkat
- Apenhuis (Zuid-Amerika): jaguar, reuzenmiereneter, reuzenotter, Sumatraanse orang-oetan, zwarte brulaap
- Reptielenhuis: slangen
- 'Wildlife Stage

### Junior League of Birmingham-Hugh Kaul Children's Zoo
- Alabama Barn: geiten
- Alabama Wilds: Canadese kraanvogel, kalkoen, rivierotter, vissen,
- Barbara Ingalls Shook Black Bear Trail: Amerikaanse zwarte beer
- The Corral:
- Grandma's Back Porch:
- Granny's Butterfly House: vlinders
- Granny's Goose Patch:

### Trails of Africa
In 2007 kondigde de dierentuin een grote uitbreiding aan met de naam Trails of Africa. Dit gebied, dat in 2011 werd geopend, toont Afrikaanse olifantenstieren in een vrijgezellenkudde. Het verblijf is revolutionair; een Amerikaanse dierentuin had nog nooit eerder meerdere mannetjes bij elkaar gehuisvest en probeerde deze stierenkuddes, die onlangs in het wild zijn ontdekt, na te bootsen. Op dit moment verblijven er drie olifanten (Bulwagi, Ingadze en Lutsandvo) in de nieuwe faciliteit. Trails of Africa bevat een interactief boma-terrein, een safaricafé, een waterpoel en nog veel meer kleine accessoires. Deze uitbreiding maakt van de dierentuin van Birmingham een nationale leider in het verzorgen en fokken van olifanten.
Na de voltooiing van het hoofdverblijf begin 2011 werd het 50 jaar oude dikhuidengebouw gerenoveerd zodat het personeel de drie zuidelijke witte neushoorns die daar verbleven beter kon verzorgen. Een nieuw giraffenverblijf, toegevoegd in april 2012, zorgt ervoor dat de jonge kudde van de dierentuin kan blijven groeien en dat bezoekers de dieren vanaf het nieuwe voederplatform van dichtbij kunnen bekijken. Alle drie de zuidelijke witte neushoorns (Max, Laptop en Ajabu) werden in december 2021 permanent overgebracht naar een particuliere natuurbeschermingsinstelling. Momenteel verblijven ze in een 450 hectare groot neushoornreservaat aan de Texas Christian University. Een paar oostelijke zwarte neushoorns verhuisde naar dat verblijf (inclusief het voormalige nijlpaardverblijf als onderdeel van de uitbreiding). Het werd geopend op 25 maart 2023. Door de dood van Moyo eind januari 2024 is Kesi de enige overgebleven oostelijke zwarte neushoorn in de dierentuin.
- Boma Yard
- Kiwanis Giraffe Encounter: netgiraffe
- Olifantenverblijf: savanneolifant
- Neushoornverblijf: oostelijke zwarte neushoorn
- Savanneverblijf: Grantzebra, duikers, schildpadden, struisvogel

## Andere faciliteiten en activiteiten
- Birmingham Zoo Express en Red Diamond Express, twee smalspoortreinen
- Carrousel
- Souvenirwinkel
- Nourish 205 Café
- Voeren van de lori's
- Wild Burger Café
- Safari Peak Pavilion
- Zeeleeuwenshow (eindigt in 2024)
- Tiki Hut Giftshop
- Wildlife Show

## Incidenten
- Op 15 februari 2006 werd een dierverzorger naar het ziekenhuis gebracht voor lichte verwondingen nadat hij was toegetakeld door de vrouwelijke leeuw, Sheeba.
- Op 16 september 2019 werd ontdekt dat twee witkuiflijstergaaien misten in hun habitat. Het is onbekend of de vogels werden meegenomen of wegvlogen toen hun omheining werd aangetast.
- Op 18 juli 2022 raakte de zestienjarige leeuwin Akili van de dierentuin dodelijk gewond door een confrontatie met de nieuwe verblijfsgenoot, Josh.

## Afbeeldingen

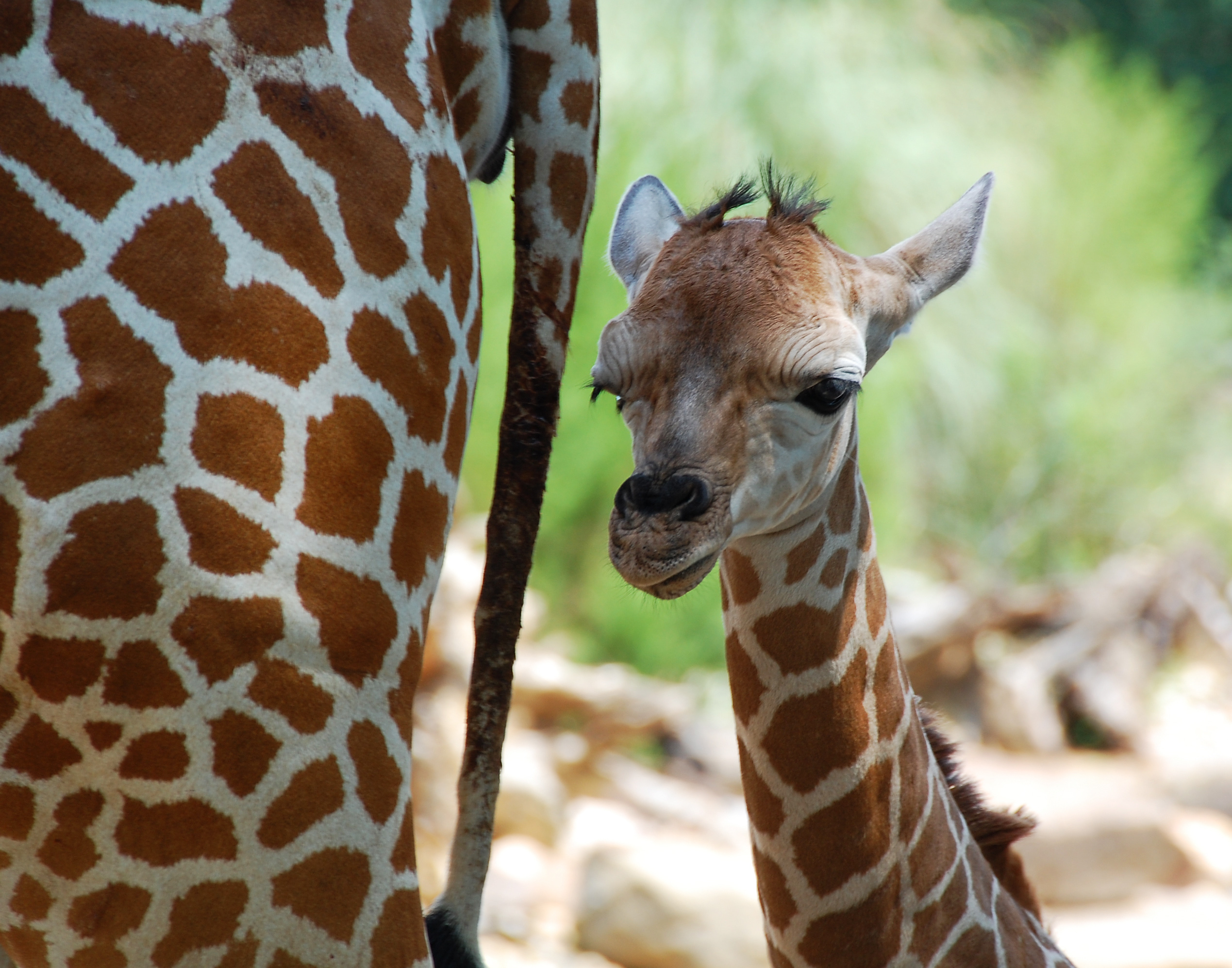
Netgiraffe, jong Willow met moeder Juno
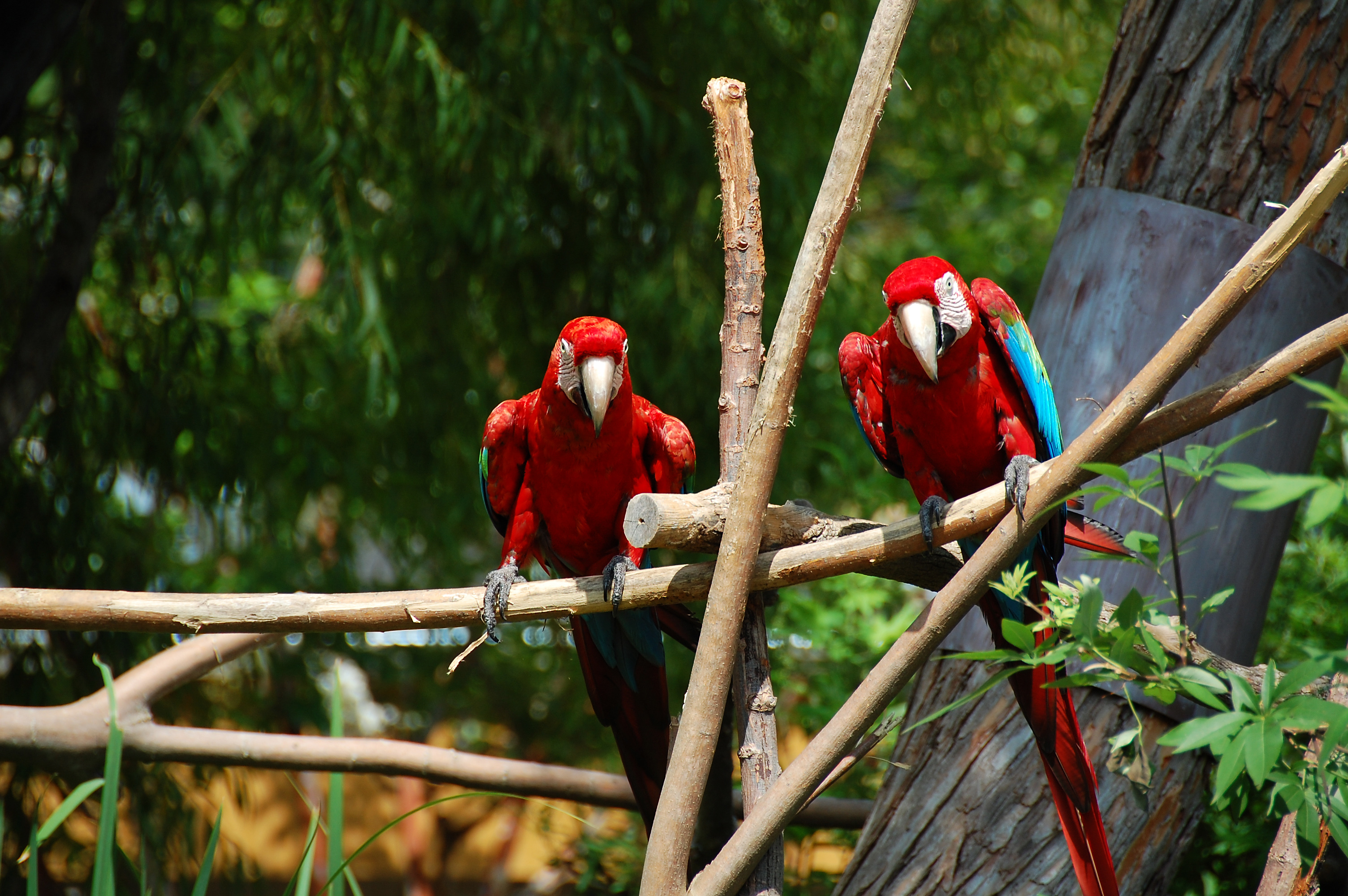
Groenvleugelara's
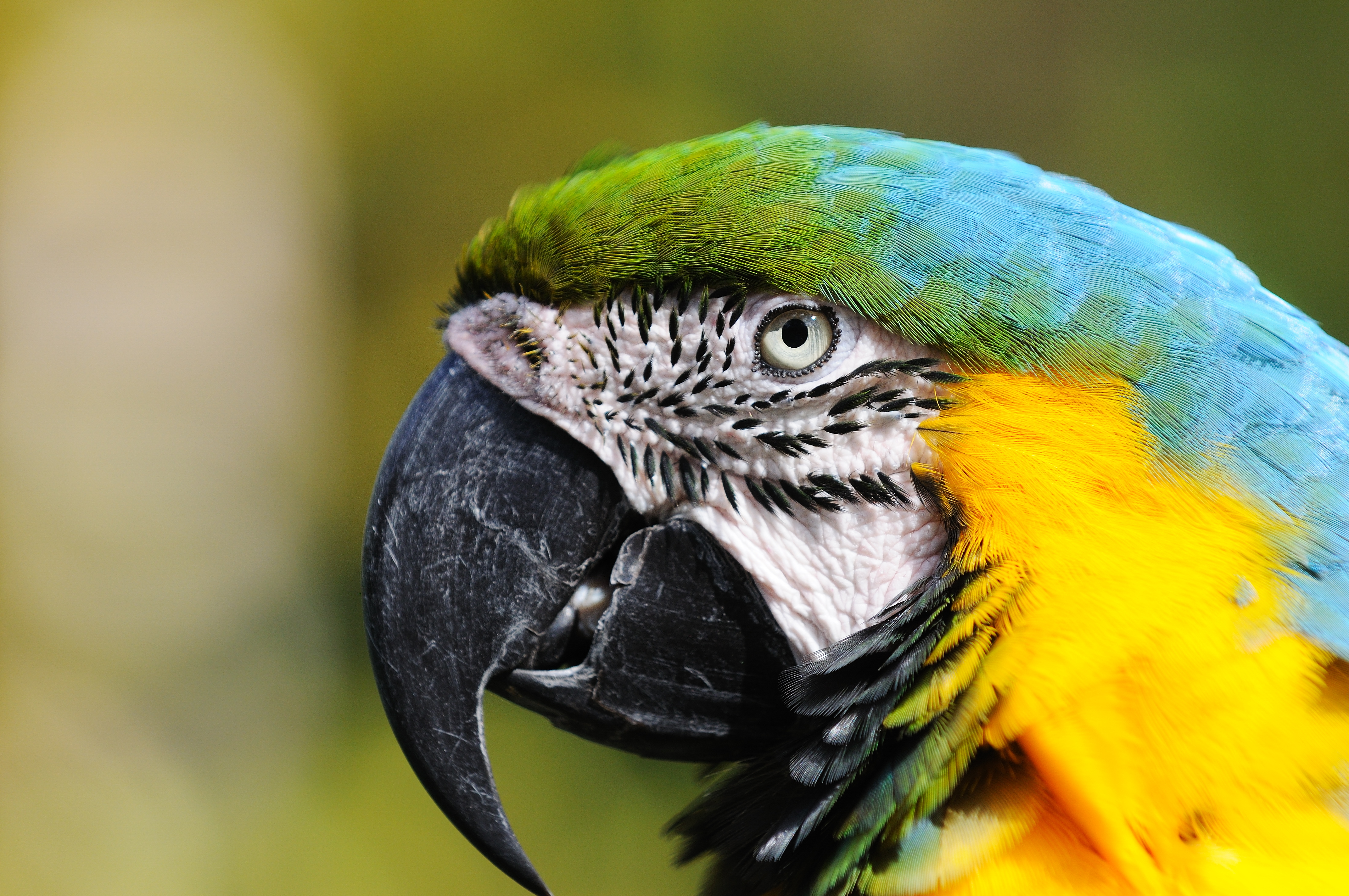
Blauw-gele ara
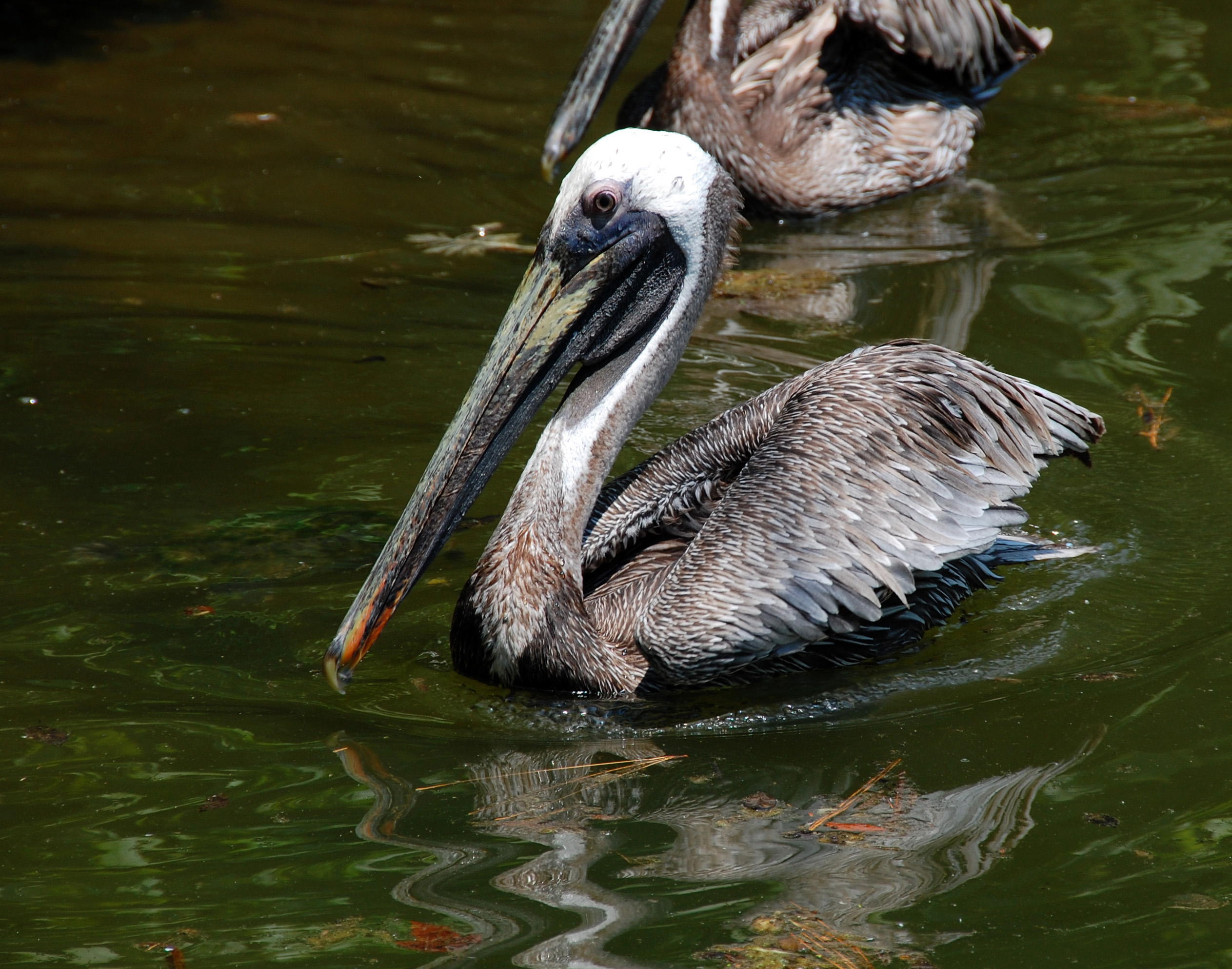
Bruine pelikaan
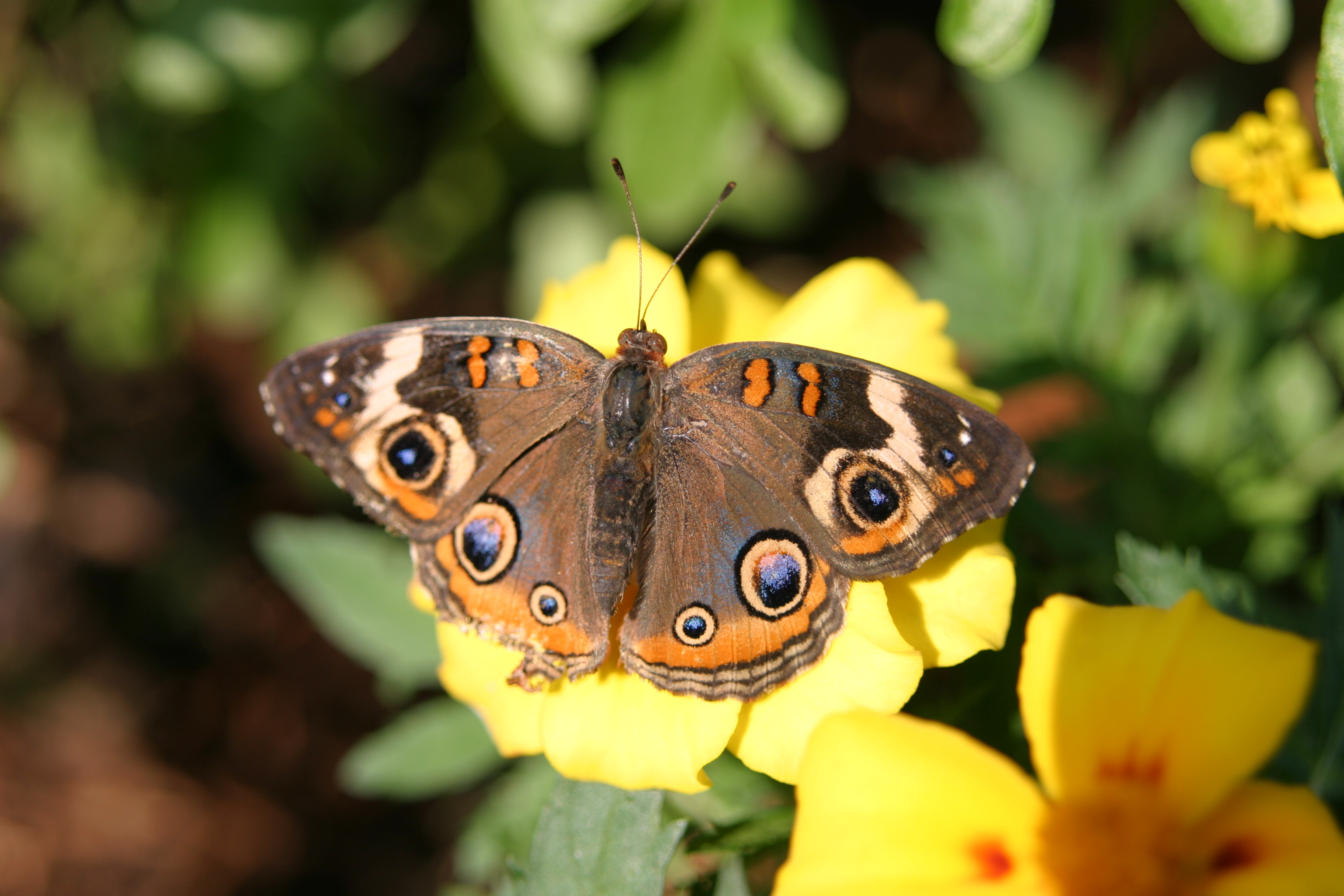
Junonia coenia